# Mas del Ganset
El Mas del Ganset és una masia de Reus (Baix Camp) situada a la partida del Burgaret, cap al seu extrem meridional, amb accés pel Camí de Constantí i al sud del Mas del Sardo. Havia estat propietat de la família de l'escriptor reusenc Josep Martí Folguera.

## Descripció
El mas és una construcció de planta rectangular i volum esglaonat, amb tres plantes d'alçada al cos principal, dues plantes als cossos laterals, i una planta pel magatzem de la part esquerra. El cos principal té coberta amb teulada a dues aigües, mentre que la resta de cossos tenen terrats a diferent alçades. La façana principal, que es prolonga amb la dels cossos laterals, té una composició molt ordenada de simetria amb eix central, que duplica a dreta i esquerra els balcons, finestres i portes que si perforen. Hi ha una placeta amb arbrat frondós al davant del mas i un caminal que hi condueix. També hi ha una piscina, sense interès. És un conjunt de creixement compacte.